# Nordend (Francfort-sur-le-Main)
Pour les articles homonymes, voir Nordend (homonymie).
Nordend est un quartier situé dans le nord de la ville allemande de Francfort.